# Филм у 2010.
Године 2010, након великог успеха Аватара дошло је до изненадног успона употребе 3Д технологије у филмској индустрији, па је те године безброј филмова реализовано у тродимензионалном формату. Највећи комерцијални успех имали су филмови Прича о играчкама 3 и Алиса у земљи чуда. Филм 2010. била је биографска драма Краљев говор, а за најбољег режисера изабран је Том Хупер (Краљев говор). Најбољим глумцима проглашени су Натали Портман и Колин Ферт.

## Филмови са највећом зарадом
| Редни број | Име                                    | Оригинални наслов | Зарада (у доларима) |
| ---------- | -------------------------------------- | ----------------- | ------------------- |
| 1.         | Прича о играчкама 3                    |                   | 1.063.165.731       |
| 2.         | Алиса у земљи чуда                     |                   | 1.024.299.801       |
| 3.         | Хари Потер и реликвије Смрти: Први део |                   | 952.183.653         |
| 4.         | Почетак                                |                   | 825.531.030         |
| 5.         | Шрек срећан заувек                     |                   | 750.164.311         |
| 6.         | Сумрак сага: Помрачење                 |                   | 698.491.347         |
| 7.         | Ајронмен 2                             |                   | 622.056.974         |
| 8.         | Златокоса и разбојник                  |                   | 576.484.484         |
| 9.         | Грозан ја                              |                   | 544.513.985         |
| 10.        | Како да дресирате свог змаја           |                   | 494.878.759         |

Први пут у историји је зарада два филма, снимљена исте године, премашила цифру од милијарду долара. Прва два филма са листе су на петом и шестом месту у групи најкомерцијалнијих филмова свих времена. Прича о играчкама 3 је уједно остварио највећу зараду свих времена када су у питању анимирани филмови, а притом је и први цртани филм који је зарадио више од милијарду долара. Златокоса и разбојник је други најскупљи филм свих времена — на његово снимање утрошено је 260.000.000 долара.

## Награде
| категорија/организација                      | Златни глобус                 | Златни глобус                  | БАФТА награда                        | Оскар                       |
| категорија/организација                      | драма                         | мјузикл или комедија           | БАФТА награда                        | Оскар                       |
| -------------------------------------------- | ----------------------------- | ------------------------------ | ------------------------------------ | --------------------------- |
| најбољи филм                                 | Друштвена мрежа               | Деца су у реду                 | Краљев говор                         | Краљев говор                |
| најбољи режисер                              | Дејвид Финчер Друштвена мрежа | Дејвид Финчер Друштвена мрежа  | Дејвид Финчер Друштвена мрежа        | Том Хупер Краљев говор      |
| најбоља главна глумица                       | Натали Портман Црни лабуд     | Анет Бенинг Деца су у реду     | Натали Портман Црни лабуд            | Натали Портман Црни лабуд   |
| најбољи главни глумац                        | Колин Ферт Краљев говор       | Пол Џијамати Барнијева верзија | Колин Ферт Краљев говор              | Колин Ферт Краљев говор     |
| најбоља споредна глумица                     | Мелиса Лео Борац              | Мелиса Лео Борац               | Хелена Бонам Картер Краљев говор     | Мелиса Лео Борац            |
| најбољи споредни глумац                      | Кристијан Бејл Борац          | Кристијан Бејл Борац           | Џефри Раш Краљев говор               | Кристијан Бејл Борац        |
| најбољи адаптирани сценарио                  | Друштвена мрежа Арон Соркин   | Друштвена мрежа Арон Соркин    | Друштвена мрежа Арон Соркин          | Друштвена мрежа Арон Соркин |
| најбољи оригинални сценарио                  | Друштвена мрежа Арон Соркин   | Друштвена мрежа Арон Соркин    | Краљев говор Дејвид Сејдлер          | Краљев говор Дејвид Сејдлер |
| најбољи анимирани филм                       | Прича о играчкама 3           | Прича о играчкама 3            | Прича о играчкама 3                  | Прича о играчкама 3         |
| најбољи филм ван енглеског говорног подручја | У бољем свету (Данска)        | У бољем свету (Данска)         | Девојка са тетоважом змаја (Шведска) | У бољем свету (Данска)      |

Највећи победник 25-их по реду Гоја награда је филм Црни хлеб, који је победио у три категорије: најбољи филм, најбољи режисер (Агусти Виљаронга) и најбоља глумица (Нора Навас). Најбољи глумац у филму на шпанском језику 2010. године је Хавијер Бардем (Прелепо).
Награде Цезар додељене су најбољима у француском филму 25. фебруара 2011. године. За најбољи филм изабрана је драма О боговима и људима. За најбољег режисера изабран је Роман Полански за филм Писац из сенке. Цезар за најбољег глумца добио је француски глумац Ерик Елмоснино за филм Гензбур, а за најбољу глумицу Сара Форестије (за филм Имена љубави).

## Филмски фестивали
Шездесети по реду Филмски фестивал у Берлину одржан је од 11. до 21. фебруара. Председник жирија био је немачки режисер Вернер Херцог, а драма која је отворила фестивал био је кинески филм Раздвојени заједно. Најбољи филм смотре био је Мед турског режисера Семиа Капланоглуа, а најбољи редитељ — Роман Полански за филм Писац из сенке. Најбољим глумцима проглашени су руски глумци Григори Добригин и Сергеј Пускепалис за филм Како сам завршио ово лето и јапанска глумица Шинобу Тераџима за улогу супруге ратног инвалида у филму Гусеница.
Шездесет трећи Кански филмски фестивал одржан је од 12. до 23. маја. Чланови жирија били су Кејт Бекинсејл, Бенисио дел Торо, Емануел Карер, Виктор Ерисе, Ђована Мецођорно, Алберто Барбера и Александар Депла, док је председник жирија био амерички режисер Тим Бертон. Победник фестивала у конкуренцији најбољих филмова је тајландско остварење Ујак Бунми који може да се сети својих прошлих живота, најбољи глумци су Жилијет Бинош (Оверена копија), Хавијер Бардем (Прелепо) и Елио Ђермано (Наш живот). Велику награду жирија добио је француски филм О боговима и људима.
Од првог до једанаестог септембра је одржан Филмски фестивал у Венецији. Филм који је отворио смотру био је психолошки трилер Црни лабуд, за који је Натали Портман касније добила Оскар за најбољу главну глумицу. Жиријом је председавао амерички режисер Квентин Тарантино. Награда за најбољи филм отишла је у руке његовој бившој супрузи Софији Кополи за драму Негде. Други лауреати 67. Мостре били су Алекс де ла Иглесија (најбољи режисер), Винсент Гало (најбољи глумац за улогу у филму Есенцијално убиство) и Ариана Лабед (најбоља глумица за улогу у филму Атенберг).

## Умрли 2010
- Џин Симонс (23. јануар), енглеско-америчка глумица, позната по филмовима Црни нарцис и Краљица девица, добитница Емија за улогу у ТВ филму Птице умиру певајући.

- Џон Форсајт (1. април), глумац, познат по улогама Блејка Карингтона у серији Династија и Чарлија у филму Чарлијеви анђели.

- Лин Редгрејв (2. мај), глумица, рођена сестра Ванесе Редгрејв. Била је два пута номинована за Оскара (за филмове Џорџи и Богови и чудовишта).

- Денис Хопер (29. мај), глумац и режисер, познат по филмовима Бунтовник без разлога, Обрачун код ОК корала, Голи у седлу, Поноћна жега и Човек звани храброст.

- Патриша Нил (8. август), глумица награђена Оскаром за улогу у филму Худ из 1963. године.

- Клод Шаброл (12. септембар), француски режисер и глумац.

- Глорија Стјуарт (26. септембар), глумица позната по улози старе Роуз у филму Титаник, за коју је била номинована за Оскара у 86-ој години живота. Она је била најстарија глумица икада номинована за ову награду.

- Тони Кертис (29. септембар), амерички глумац са каријером од преко шездесет година. Глумио је у преко сто филмова, а један од првих му је био Неки то воле вруће, поред Мерлин Монро.

- Лесли Нилсен (28. новембар), америчко-канандски комичар, најпознатији по улози полицајца Френка Дребина у серијалу Голи пиштољ.

- Марио Моничели (29. новембар), италијански режисер, један од зачетника италијанске филмске комедије.

- Блејк Едвардс (15. децембар), режисер, сценариста и продуцент, познат по филму Доручак код Тифанија. Био је супруг глумице Џули Ендруз.